# Shikohabad
Shikohabad ist eine Stadt im nordindischen Bundesstaat Uttar Pradesh.
Shikohabad liegt in der nordindischen Ebene 60 km östlich von Agra. Die Yamuna strömt 15 km südlich der Stadt nach Osten. Shikohabad liegt im Distrikt Firozabad – 20 km östlich der Distrikthauptstadt Firozabad.
Durch Shikohabad verläuft die nationale Fernstraße NH 2 (Grand Trunk Road), die Agra mit Kanpur verbindet. Außerdem führt die Bahnlinie Agra–Kanpur an Shikohabad vorbei.
Shikohabad hat als Stadt den Status eines Nagar Palika Parishad. Sie ist in 25 Wards gegliedert. Beim Zensus 2011 hatte Shikohabad 107.404 Einwohner.

## Söhne und Töchter der Stadt
- Jitendra Nath Pande (1941–2020), Mediziner und Spezialist für Lungenkrankheiten